# Patrick Williams (football américain)
(en) Statistiques sur pro-football-reference
Patrick Darnell Williams (né le 19 janvier 1986 à Dallas) est un joueur américain de football américain.

## Enfance
Williams débute comme quarterback remplaçant lors de ces trois années à la DeSoto High School de DeSoto. Il se fait remarquer en étant cité parmi les meilleurs joueurs du district. Il joue à six postes différents lors de son passage au lycée et est nommé meilleur joueur de l'équipe durant sa saison junior (deuxième année). Il participe, en dehors du football américain, au relais 4 × 100 mètres, relais 4 × 200 mètres (vainqueur du championnat de l'état du Texas en 2004), 110 mètres haies, saut en longueur, triple saut et le saut en hauteur.

## Carrière

### Université
Durant ses quatre années à l'université du Colorado, Williams joue cinquante matchs, en débutant vingt. En 2005, il récupère vingt-huit ballons pour 241 yards ; la saison 2006 le voit jouer treize matchs, marquant son premier touchdown dans sa carrière universitaire. Il est désigné capitaine de l'équipe lors de sa dernière année en 2008. Sa meilleure saison est celle de 2008, en récupérant trente ballons, parcourant 322 yards et marquant deux touchdowns.

### Professionnel
Patrick n'est sélectionné lors du draft de 2009 de la NFL mais signe peu après avec les Packers de Green Bay comme agent libre. Le 14 août 2009, il se blesse et six jours plus tard, il est libéré par les Packers. Néanmoins, il re-signe pour cette même franchise le 27 octobre 2009 en intégrant l'équipe d'entraînement. Il est appelé dans l'effectif actif de Green Bay le 15 décembre 2009 après la perte de Biren Ealy. Le 4 septembre 2010, les Packers annoncent les derniers joueurs remerciés avant le début de la saison, Williams est cité dans cette liste de vingt joueurs.
Après ce départ, Williams signe pour les Seahawks de Seattle, courant-septembre est intègre l'équipe d'entrainement.